# چهاربرکه اول بگال
چهار برکه اول بگال مربوط به دوره قاجار است و در لار، محله دم دروازه، جاده بگال، پشت قلعه اژدهاپیکر واقع شده و این اثر در تاریخ ۱۹ مرداد ۱۳۸۴ با شمارهٔ ثبت ۱۲۷۲۴ به‌عنوان یکی از آثار ملی ایران به ثبت رسیده است.